# Jean Counet
 (octobre 2018).
Si vous disposez d'ouvrages ou d'articles de référence ou si vous connaissez des sites web de qualité traitant du thème abordé ici, merci de compléter l'article en donnant les références utiles à sa vérifiabilité et en les liant à la section « Notes et références ».
 (novembre 2018).
Pour les articles homonymes, voir Counet.
 Jean Counet, né le 17 juillet 1979 aux  Pays-Bas, est un  directeur de la photographie, réalisateur et scénariste néerlandais.

## Filmographie
- 2010 : Hallelujah de Kees Brouwer[2]
- 2013 : Blind Love de Jenny van den Broeke
- 2013 : How to Describe a Cloud de David Verbeek[3]
- 2015 : Garage 2.0 de Catherine van Campen[4]
- 2016 : If the Sun Explodes de Hanna van Niekerk[5]
- 2016 : Zaatari Djinn de Catherine van Campen
- 2017 : Sinterklaas Bestaat de Eva Nijsten
- 2017 : I’m afraid it’s a no de Nicky Maas et Anne van Campenhout
- 2017 : Piet Is Gone de Jaap van Hoewijk[6]
- 2017 : Little Fire de Nicky Maas

### Réalisateur et scénariste
- 2015: Calling Ukraine[7]